# Claire Williams
Claire Williams (Windsor, 1976. július 21. –) 2013 márciusától 2020 szeptemberéig a Williams Formula–1-es csapatának helyettes csapatvezetője, Frank Williams lánya.

## Fiatalkora
Claire Williams 1976-ban született Windsorban Sir Frank Williams és Lady Virigia Berry Williams gyermekeként. 1999-ben a Newcastle-i Egyetemen politológus szakon diplomázott.

## A Formula–1-ben
Diplomájának megszerzése után a Silverstone-versenypálya sajtóosztályán dolgozott. 2002-ben lett édesapja Formula–1-es csapatának, a Williams F1-nek a tagja, 2010-ben pedig a kommunikációs részleg vezetőjévé nevezték ki. 2011-ben a csapat marketing és kommunikációs igazgatója lett. Frank Williams 2012 márciusában lemondott a csapat igazgatóságában betöltött pozíciójáról, helyét a versenyistálló vezetésében lánya vette át. 2013 márciusában kinevezték a Williams F1 helyettes csapatvezetőjének. Ebben a szerepben ő felelt a marketingért, a kommunikációért és a csapat üzleti ügyeinek irányításáért.
2016-ban a A Brit Birodalom Rendje tiszti fokozatával tüntették ki a sportágban és a csapatnál tett szolgálataiért.
2020 szeptemberében, miután a csapatot új tulajdonosi kör vette meg, Claire Williams távozott a csapat éléről.

## Magánélete
2017. április 5-én a Williams csapat jelentette be, hogy októberre várja első gyermekét. Fia 2017. október 10-én született meg.
2018 januárjában házasodott össze Marc Harris-szel.